# José Andrés Pacheco de Melo
José Andrés Pacheco de Melo (Salta, 17 de octubre de 1779 - Mendoza o Chichas, 1833) fue un sacerdote católico y político argentino. Fue diputado por Chichas (en el actual Bolivia) para el Congreso de Tucumán, que declaró la Independencia el 9 de julio de 1816.
Pacheco de Melo nació en Salta y estudió teniendo como compañero a Martín Miguel de Güemes. Entró en el seminario de Nuestra Señora de Loreto, en Córdoba en 1801, teniendo por profesor al obispo Moscoso de Tucumán.
Pacheco de Melo se convirtió en cura de Livi-Livi en Chichas (actual Bolivia) en 1810 y usó esa posición geográfica para asistir a las tropas revolucionarias en el Alto Perú. Fue elegido diputado de Chichas para el Congreso de Tucumán en 1816, firmando la Declaración de la Independencia.
Después del Congreso se mudó a Buenos Aires, en 1818. Posteriormente fue Ministro de Gobierno en Mendoza. Posteriormente, fue pacificador en Córdoba (1821) y San Juan (1825), retirándose en ese año de la vida pública. Su muerte, que no es aún clara, se cree que fue en la década de 1820. Sobre el lugar, algunas fuentes señalan que murió en Mendoza y otras que pudo haber muerto en Chichas.